# Halland (tidning)

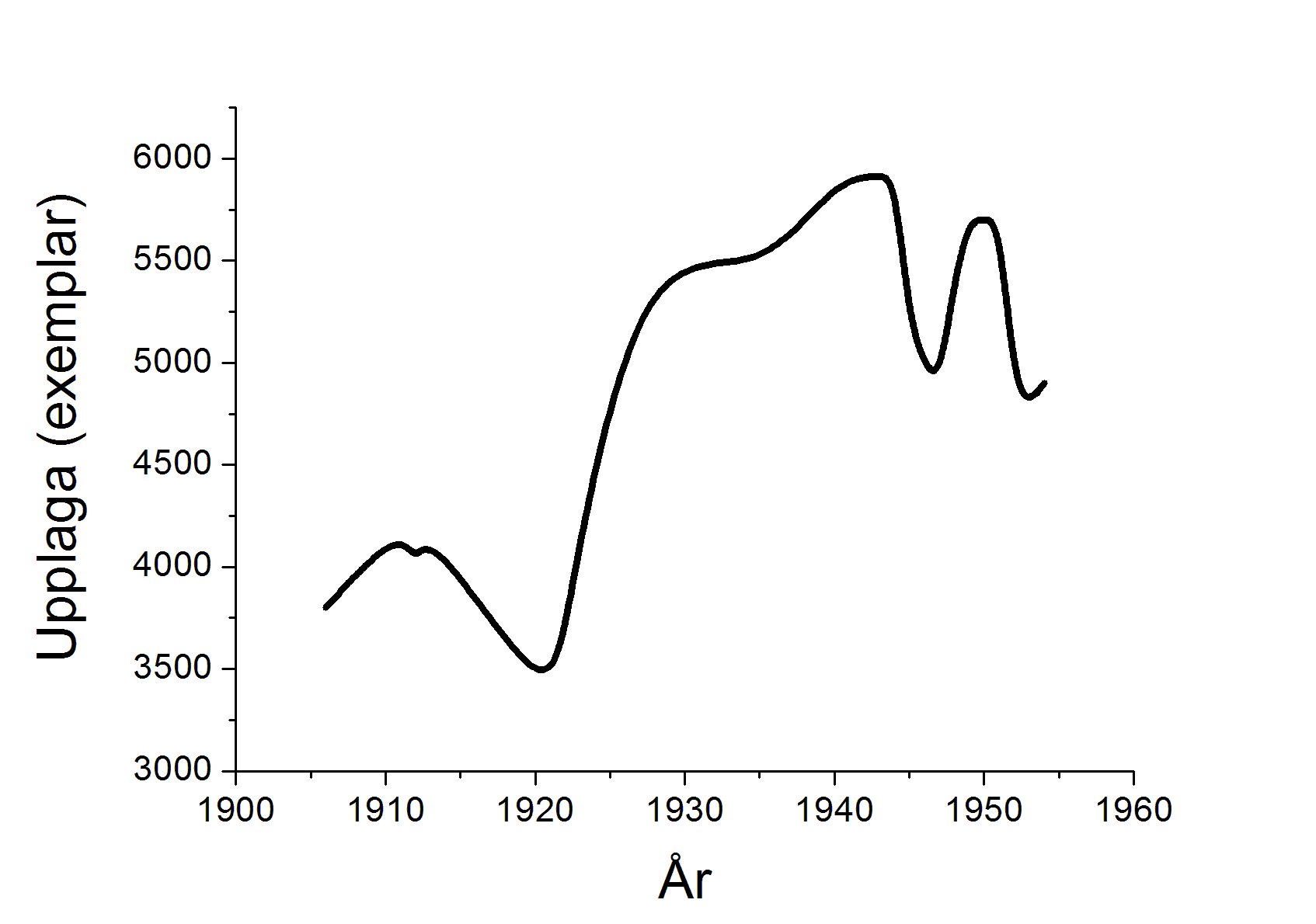
Upplageutveckling för tidningen, från 1906 och framåt

Halland var en konservativ tidning med Halmstad som utgivningsort. Den gavs ut mellan 5 januari 1876 och 31 december 1954. Den följdes av Hallands Dagblad.
Tidningen grundades 1875 och utgavs med första numret 8 december 1874 boktryckaren Erik Johansson, som tidigare arbetat på Hallandsposten. Han köpte upp Halmstads-Bladets tryckeri i samband med att denna tidning lades ned. Erik Johansson var själv ingen politiker och knöt i stället den konservativa lundastudenten Ludvig Danström från Farhults socken till sig som redaktör. Detta visade sig vara ett lyckokast och Danströms begåvning för journalistiken kom att göra tidningen Halland till den ledande Halmstadstidningen.Ludvig Danström var redaktör 1875-76 och 1879-98. Redaktionssekreterare var 1895-1900 John Wigfors. Från 1898 och över 30 år framöver var Bengt August Hägge tidningens redaktör och ägare. Under dennes tid utgavs även en halvveckoupplaga, Hallänningen. 
Då de halländska konservativa tidningarna hade problem att klara sig kom flera tidigare självständiga tidningar att bli lokala utgåvor av Halland. Det skedde för 14 februari 1949 för Sydhalland och 17 september 1951 för Falkenbergs Tidning och Varbergsposten.
| Från       | Till       | Namn           |
| ---------- | ---------- | -------------- |
| 1898-06-30 | 1931-06-24 | Bengt Hägge    |
| 1931-06-25 | 1951-06-03 | Eric Hägge     |
| 1951-06-04 | 1954-12-31 | Bengt Lundgren |

### Fotnoter
1. 1 2 3  Kungliga Biblioteket: Halland Arkiverad 28 juni 2007 hämtat från the Wayback Machine.
2. ↑   Svenska stadsmonografier - Halmstad - Press och Politik, Johan Svipdag, s. 561-564.
3. ↑  Carlquist, Gunnar (red.) (1932). Svensk uppslagsbok. Malmö: Svensk Uppslagsbok AB:s förlag, band 12 s. 343